# Ana Lilia Rivera Rivera
Ana Lilia Rivera Rivera (Calpulalpan, Tlaxcala; 14 de febrero de 1973) es una abogada y política mexicana, miembro del partido Morena. Fue diputada local al Congreso de Tlaxcala por el distrito 13, de 2008-2011. Desde el 1 de septiembre de 2018 es senadora del Congreso de la Unión por Tlaxcala.

## Biografía
Ana Lilia Rivera Rivera nació el 14 de febrero de 1973 en la localidad de Santiago Cuaula, municipio de Calpulalpan, en el estado de Tlaxcala, México. Estudió la licenciatura en derecho en la Universidad Autónoma de Tlaxcala. En 1994 fue delegada en la Convención Nacional Democrática, convocada por el Ejército Zapatista de Liberación Nacional (EZLN).

## Trayectoria política
En 2000, se afilió al Partido de la Revolución Democrática (PRD) y coordinó varias campañas políticas para este partido. 

### Diputada local de Tlaxcala (2008-2011)
De 2008 a 2011 fue diputada en la LIX legislatura del Congreso del Estado de Tlaxcala en representación del distrito 13 del estado. En 2010 fue candidata del PRD a presidente municipal de Calpulalpan. En 2014 se convirtió en fundadora del Movimiento Regeneración Nacional en Tlaxcala.

### Senadora por Tlaxcala (desde 2018)
En las elecciones de 2018 fue elegida senadora del Congreso de la Unión en representación del estado de Tlaxcala por el partido Morena para la LXIV legislatura.
En 2023, fue elegida presidenta del Senado de México, como sucesora de Alejandro Armenta Mier, cargo que ocupó hasta agosto de 2024.

## Controversias
Rivera generó controversia y fuertes críticas en redes sociales y medios de comunicación después de que, en su papel como presidenta del Senado, se dirigió a la senadora Kenia López Rabadán del PAN como «no mames, qué pinche loca». El comentario calificado de despectivo fue ampliamente condenado por la falta de diplomacia de Rivera y habría llevado a cuestionamientos sobre su capacidad para desempeñar el cargo de manera imparcial y respetuosa.